# Challenger de San Juan 2013
El Copa San Juan Gobierno 2013 fue un torneo de tenis profesional que se jugó en pistas de tierra batida. Se trató de la 2ª edición del torneo que forma parte del ATP Challenger Tour 2013. Tuvo lugar en San Juan, Argentina entre el 7 y el 13 de octubre.

## Jugadores participantes del cuadro de individuales

### Cabezas de serie
| Favorito | País                 | Jugador               | Ranking1 | Posición en el torneo |
| -------- | -------------------- | --------------------- | -------- | --------------------- |
| 1        | Bandera de Argentina | Diego Schwartzman     | 112      | FINAL                 |
| 2        | Bandera de Argentina | Martín Alund          | 121      | Cuartos de final      |
| 3        | Bandera de Rusia     | Andrey Kuznetsov      | 144      | Primera ronda         |
| 4        | Bandera de España    | Rubén Ramírez Hidalgo | 145      | Segunda ronda         |
| 5        | Bandera de Argentina | Facundo Bagnis        | 151      | Cuartos de final      |
| 6        | Bandera de Argentina | Máximo González       | 166      | Semifinales           |
| 7        | Bandera de Argentina | Facundo Argüello      | 168      | Primera ronda         |
| 8        | Bandera de Argentina | Guido Andreozzi       | 180      | CAMPEÓN               |

- 1 Se ha tomado en cuenta el ranking del día 30 de setiembre de 2013.

### Otros participantes
Los siguientes jugadores ingresaron al cuadro principal invitados por la organización del torneo (WC):
- Facundo Alvo
- Pedro Cachin
- Tomas Lipovsek Puches
- Mateo Nicolás Martínez

Los siguientes jugadores ingresaron al cuadro principal tras participar en la fase clasificatoria (Q):
- Francisco Bahamonde
- Gabriel Hidalgo
- Joaquín Monteferrario
- Gonzalo Villanueva

## Campeones

### Individuales
- Guido Andreozzi derrotó en la final a  Diego  Schwartzman 65-7, 7-64, 6-0.

### Dobles Masculino
- Guillermo Durán /  Máximo González derrotaron en la final a  Martín Alund /  Facundo Bagnis 6–3, 6–0